# 10, rue Frederick (film)
Pour plus de détails, voir Fiche technique et Distribution.
10, rue Frédérick (titre original : Ten North Frederick) est un film dramatique américain réalisé par Philip Dunne, sorti en 1958, inédit dans les salles françaises.

## Synopsis
Ann Chapin, qui assiste aux funérailles de son père, se remémore les cinq dernières années de sa vie. Un quotidien familial et politique sombre qui cachait en réalité une brève et insoupçonnée histoire d'amour.

## Fiche technique
- Titre : 10, rue Frédérick
- Titre original : Ten North Frederick
- Réalisateur : Philip Dunne
- Scénario : Philip Dunne, d'après le roman de John O'Hara
- Photographie : Joseph MacDonald
- Montage : David Bretherton
- Musique : Leigh Harline
- Décors : Eli Benneche et Walter M. Scott
- Costumes : Charles Le Maire
- Producteur : Charles Brackett
- Sociétés de production : 20th Century Fox
- Sociétés de distribution : 20th Century Fox
- Pays de production :  États-Unis
- Genre : Film dramatique
- Format : Noir et blanc — 35 mm — 2,35:1 — Son : Mono (Westrex Recording System)
- Durée : 102 minutes[1]
- Date de sortie : 
  - États-Unis : 22 mai 1958
- Affiche : Boris Grinsson (France)

## Distribution
- Gary Cooper (VF : Jean Martinelli) : Joseph B. Chapin
- Diane Varsi (VF : France Descaut) : Ann Chapin
- Suzy Parker (VF : Nadine Alari) : Kate Drummond
- Geraldine Fitzgerald (VF : Marie Francey) : Edith Chapin
- Tom Tully (VF : Raymond Rognoni) : Mike Slattery
- Ray Stricklyn (VF : Serge Lhorca) : Joby Chapin
- Philip Ober (VF : André Valmy) : Lloyd Williams
- John Emery (VF : Jean-Henri Chambois) : Paul Donaldson
- Stuart Whitman (VF : Michel Roux) : Charley Bongiorno
- Linda Watkins (VF : Lita Recio) : Peg Slattery
- Barbara Nichols : Stella

Acteurs non crédités
- Dudley Manlove (VF : Lucien Bryonne) : Ted Wallace
- John Harding (VF : Pierre Leproux) : Robert Hooker
- Helen Wallace (VF : Germaine Michel) : Marian Jackson
- Irene Seidner (VF : Henriette Marion) : Mrs. Hoffman
- Jess Kirkpatrick (VF : Camille Guérini) : Arthur McHenry
- Sean Meany (VF : Henri Charrett) : Saxophoniste
- George Davis : Serveur
- Jo Morrow (VF : Thérèse Rigaut) : Serveuse
- Rachel Stephens (VF : Paule Emanuele) : Vendeuse
- John Indrisano (VF : Pierre Morin) : 1er Voyou du parking
- Mike Pataki (VF : Jean Clarieux) : Johnny, 2d Voyou du parking
- Mike Morelli (VF : Jean Violette) : 3e Voyou du parking
- Fred Essler (VF : Raymond Rognoni) : Conrad Hoffman
- Joe McGuinn (VF : Albert Montigny) : Dr Billy English
- Vernon Rich (VF : Michel Gudin) : Président du comité du parti
- Buck Class (VF : Jean-Claude Michel) : Bill
- Joey Faye (VF : Marcel Painvin) : Chauffeur de Taxi
- Charles Bronson : Figurant

## Distinctions
- Léopard d'or au Festival de Locarno